# Centrorhynchus ninni
Centrorhynchus ninni är en hakmaskart som först beskrevs av Stossich 1891.  Centrorhynchus ninni ingår i släktet Centrorhynchus och familjen Centrorhynchidae. Inga underarter finns listade i Catalogue of Life.